# Synagogan i Oslo
Synagogan i Oslo (norska: Synagogen i Oslo) invigdes 1920 av Det Mosaiske Trossamfund (DMT).
Synagogan blev beskjuten med automatvapen i september 2006. Inga personer skadades.